# Licnodamaeus baccettii
Licnodamaeus baccettii är en kvalsterart som beskrevs av Bernini 1972. Licnodamaeus baccettii ingår i släktet Licnodamaeus och familjen Licnodamaeidae. Inga underarter finns listade i Catalogue of Life.